# Lijst van burgemeesters van Hoeven
Dit is een lijst van burgemeesters van de voormalige Nederlandse gemeente Hoeven tot die gemeente op 1 januari 1997 opging in de gemeente Halderberge.
| Ambtsperiode | Naam burgemeester          | Partij of stroming | Bijzonderheden                                      |
| ------------ | -------------------------- | ------------------ | --------------------------------------------------- |
| 1820 - 1833? | Hendrik Willem Gerlagh     |                    | schout/burgemeester                                 |
| 1833 - 1855  | Adriaan van Eekelen        |                    |                                                     |
| 1855 - 1892  | Cornelis Broekhoven        |                    |                                                     |
| 1892 - 1928  | Bernardus Marinus van Meer |                    |                                                     |
| 1928 - 1944  | Petrus Jozephus Jansen     | NSB                | tevens burgemeester van Standdaarbuiten (1937-1944) |
| 1944 - 1946  | Harrie (G.H.M.) Hofmans    |                    | waarnemend                                          |
| 1946 - 1966  | Antonius Jacobus de Krom   | KVP                |                                                     |
| 1967 - 1986  | Frans (F.) Twaalfhoven     | KVP / CDA          |                                                     |
| 1986 - 1997  | André (A.F.W.) Osterloh    | PvdA               |                                                     |